# Edmond Rostand

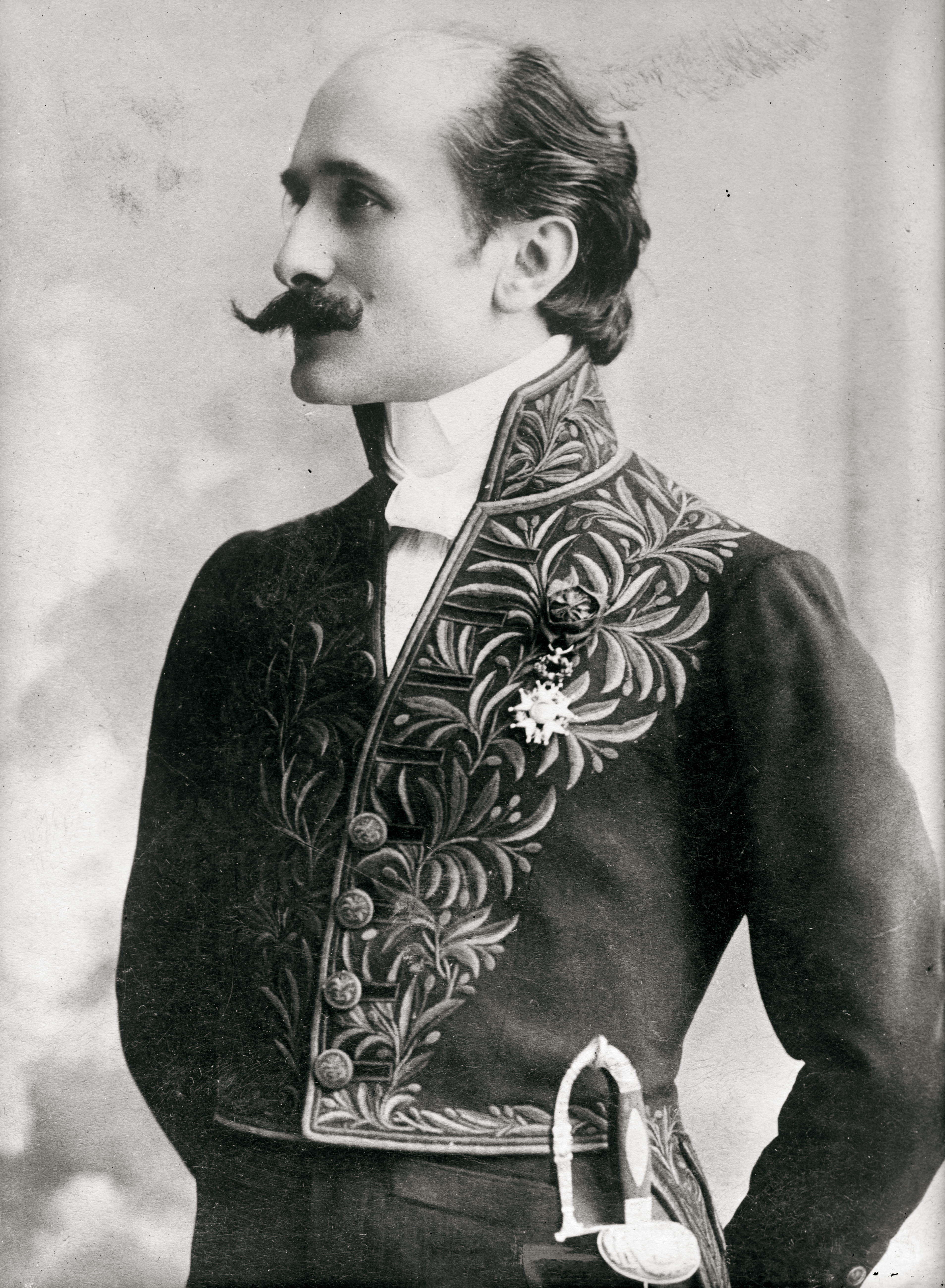
Edmond Rostand (1903)

Edmond Eugène Alexis Rostand [rɔ'stã] (* 1. April 1868 in Marseille; † 2. Dezember 1918 in Paris) war ein französischer Theaterschriftsteller.

## Leben
Rostand stammte aus einer wohlhabenden provenzalischen Familie. Nach juristischer Ausbildung widmete er sich ganz der Dichtung. Er studierte Philosophie, Literatur und Geschichte in Paris. 1890 heiratete er die ebenfalls als Schriftstellerin tätige Rosemonde Gérard und hatte mit ihr zwei Söhne; allerdings verließ er sie 1915 für seine letzte Geliebte, Mary Marquet.
Nachdem er zunächst Gedichte verfasst hatte, verlegte er sich ab 1894 auf das dramatische Genre. Rostand wurde 1901 als jüngstes Mitglied in die Académie française aufgenommen. 1918 erlag er der damals weltweit grassierenden Spanischen Grippe.
Er ist der Vater des Theaterautors Maurice Rostand (1891–1968) und des Biologen und Schriftstellers Jean Rostand, der ebenfalls Mitglied der Académie française wurde.
Im Spielfilm Vorhang auf für Cyrano (2018), der auf einem Theaterstück basiert, wird er von Thomas Solivérès dargestellt.

## Werke
Rostand verfasste neuromantische Versdramen, u. a. Die ferne Prinzessin (1895), eine für Sarah Bernhardt geschriebene Troubadourtragödie. Er wurde zum Gegenspieler des Naturalismus und des Vaudeville. Mit seiner heroischen Komödie von dem hochherzigen Dichter und Draufgänger Cyrano de Bergerac (1897) schuf er eine von Schauspielern begehrte Rolle und in seinem Lande ein echtes volkstümliches Stück, das weit über die Grenzen Frankreichs hinaus erfolgreich war. 1899 schrieb er Das Weib von Samaria, 1900 Der junge Adler (über den Sohn Napoleons), 1910 Chantecler. Eines der wenigen Werke aus dem Nachlass ist Don Juans letzte Nacht. Die Schauspielerin Sarah Bernhardt spielte in fast allen Uraufführungen seiner späteren Stücke und trug mit ihren Interpretationen erheblich zu Rostands Popularität bei.
Alle Werke mit dem Originaltitel und in chronologischer Reihenfolge:
- 1888 Le gant rouge (mit Henri Lee)
- 1890 Les Musardises (Lyrik)
- 1891 Les deux Pierrots
- 1894 Les Romanesques
- 1895 La princesse lointaine (dt. Die ferne Prinzessin)
- 1895 Les Romanesques (Théâtre-Français, 1894)
- 1897 Cyrano de Bergerac
- 1897 La Samaritaine (dt. Das Weib von Samaria)
- 1898 Ode à la Grèce
- 1900 L’Aiglon (dt. Der junge Adler) über den Sohn Napoleons
- 1910 Chantecler (dt. Chantecler)
- 1919 Le vol de la Marseillaise (Lyrik)
- 1921 La dernière nuit de Don Juan (dt. Die letzte Nacht des Don Juan), posthum erschienen.